# گوری مارتوک
گوری مارتوک (روسی: Гурий Иванович Марчук؛ ۸ ژوئن ۱۹۲۵ – ۲۴ مارس ۲۰۱۳) دانشمند در زمینه ژئوفیزیک اهل اتحاد جماهیر شوروی سوسیالیستی بود.
وی همچنین برندهٔ جوایزی همچون جایزه دولتی اتحاد شوروی، جایزه لنین، نشان لنین، مدرک افتخاری، نشان زرین لومونسف، و لژیون دونور شده‌است.